# 戴耀晶
戴耀晶（1958年1月28日—2014年9月22日），江西泰和人，中华人民共和国语言学家。

## 生平
1990年7月，获得复旦大学文学博士学位。之后留校中文系担任讲师、副教授、教授，后升任中文系汉语教研室主任，主要研究方向为现代汉语语法和语义学。
2014年9月22日，在上海中山医院逝世，享年57岁。